# Formula di struttura
La formula di struttura di una molecola è un tipo di formula chimica che indica la natura degli atomi che compongono una molecola, descrivendone la disposizione spaziale e come essi sono legati tra loro.

## Descrizione
È il miglior modo di rappresentare, su una superficie piana, la struttura atomica di una molecola.
Ad esempio, la formula di struttura dell'anidride carbonica CO2 mostra che gli atomi sono disposti linearmente, con l'atomo di carbonio che lega a sé i due atomi di ossigeno:
La fedeltà all'effettiva geometria della molecola dipende dal motivo per cui la formula viene disegnata: a volte, per esigenze tipografiche, si mantiene la correttezza della connettività, ma senza rendere correttamente la forma della molecola. È il caso, ad esempio, della rappresentazione della molecola del metano CH4 in una formula a croce:
L'indicazione che ad un atomo di carbonio sono legati 4 atomi di idrogeno è corretta, ma la vera forma della molecola è quella di un tetraedro ai cui vertici si trovano gli atomi di idrogeno e al centro l'atomo di carbonio.
In chimica organica è frequente ricorrere a formule di struttura semplificate in cui la catena degli atomi carbonio è rappresentata da una linea spezzata in cui ogni vertice è un atomo di carbonio, omettendo gli atomi di idrogeno, scrivendo esplicitamente solo i legami doppi o tripli, e gli atomi diversi dal carbonio. Si veda ad esempio la formula di struttura dell'acido adipico:
Se la catena di atomi di carbonio è ciclica, viene rappresentata da un poligono regolare. Esempi sono il cicloesano, la cui formula è sinteticamente rappresentata da un esagono e il tetraidrofurano, rappresentato da un pentagono cui un vertice è stato contrassegnato dal simbolo dell'ossigeno.

## Formula condensata
La formula condensata è un modo alternativo e conciso di indicare la struttura delle molecole, utilizzata in particolare quando si vuole risparmiare spazio. Ad esempio, con questo genere di formula l'etanolo viene indicato come CH3CH2OH.